# پروموتسیونه
پروموتسیونه (ایتالیایی: Promozione) ([promotˈtsjoːne], به معنی "ارتقا") ششمین سطح از فوتبال در ایتالیا می‌باشد. این لیگ همانند اچلنتسا به صورت منطقه‌ای برگزار می‌شود و تیم اول هر منطقه به لیگ همان منطقه در سطح پنجم صعود می‌کند. هر کدام از مناطق قوانین منحصر به فرد خود را دارند و در هر فصل چند تیم به پریما کاتگوریا که یک سطح پایین‌تر می‌باشد، سقوط می‌کنند. این سطح از فوتبال ایتالیا کاملاً آماتوری است و در سطح محلی برگزار می‌شود.